# Oudezijds Kolk

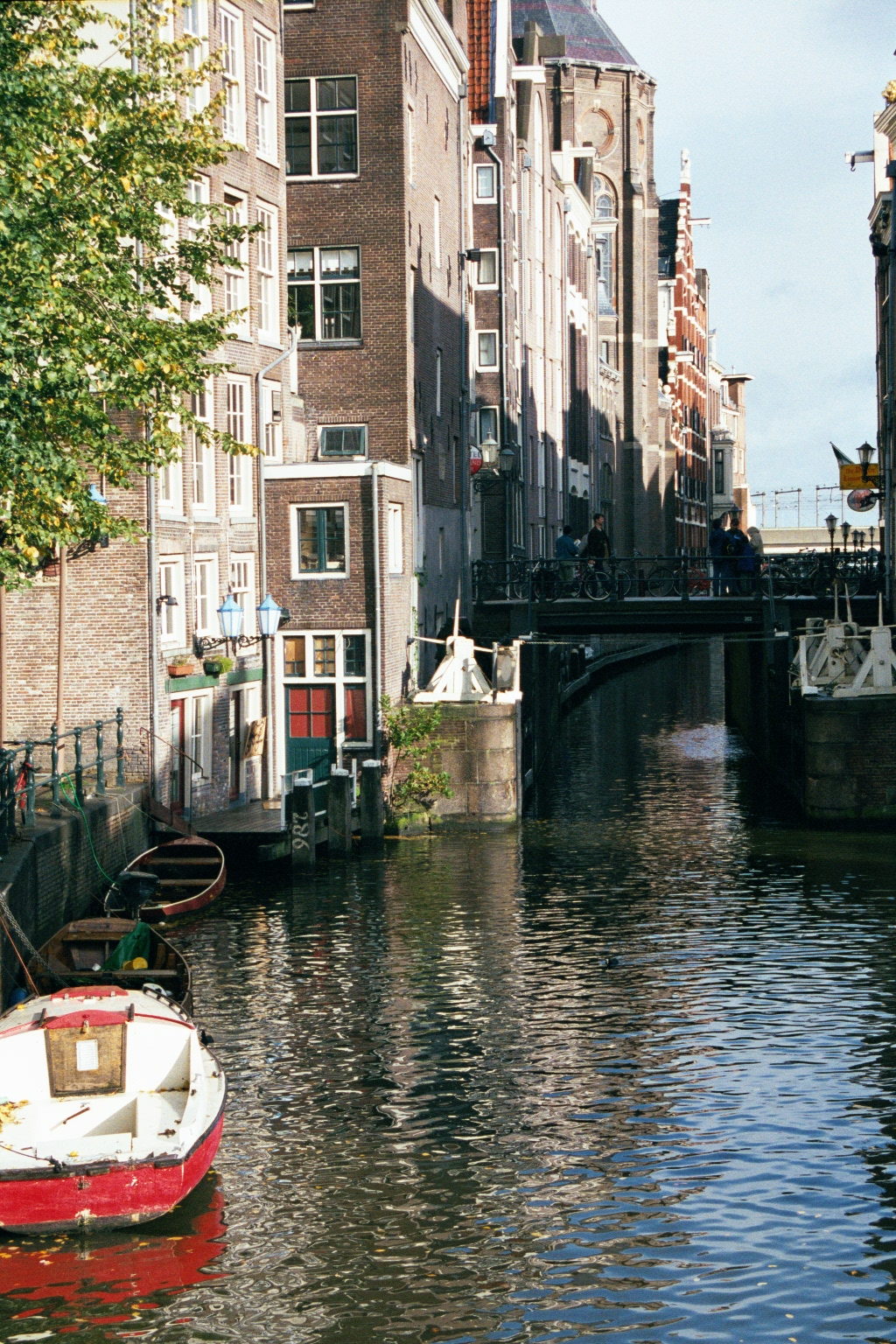
De Zeedijk met daarachter de Oudezijds Kolk

De Oudezijds Kolk is een smal grachtje in de binnenstad van Amsterdam. Het loopt via de Zeedijk naar het Open Havenfront vanuit het verlengde van de Oudezijds Achterburgwal. Evenals de Geldersekade grenst het in het noorden aan de Prins Hendrikkade. Via de Kolksluis (brug 302), gebouwd begin 15e eeuw, diende het als afwateringsgracht(je) naar toen het IJ, nu dus het Open Havenfront. Slechts één kade is begaanbaar, maar alleen voor voetgangers. De gracht heeft via de Kolkswaterkering (brug 301) een verbinding met het Open Havenfront.
De Oudezijds Kolk, vaak afgekort tot: OZ Kolk, noemt men van oudsher "Het Kolkje".

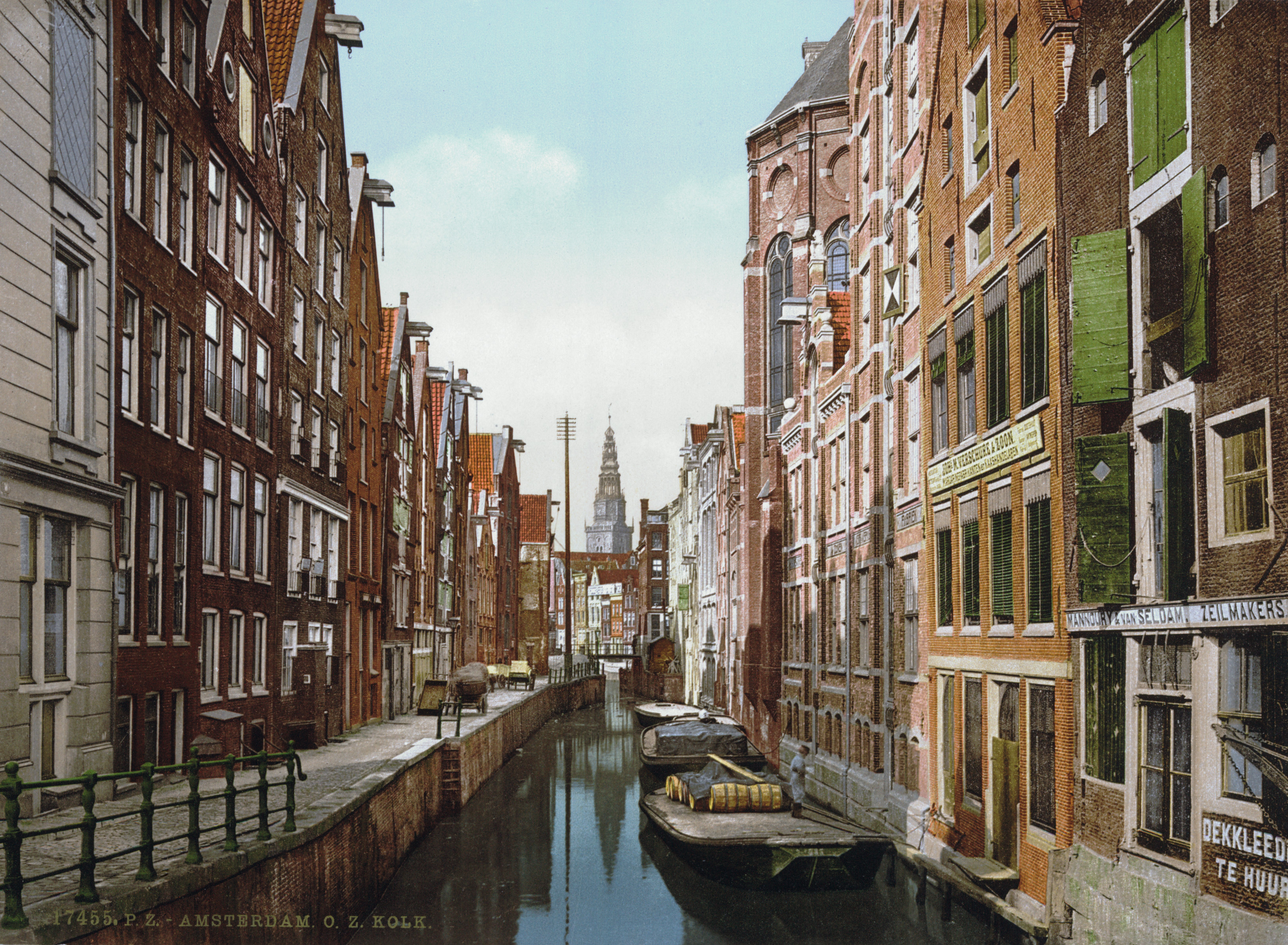
Oudezijds Kolk, ca. 1890-1900